# Россия на летних Олимпийских играх 1996
Игры 1996 года в Атланте — первые после распада СССР летние Игры, в которых принимала участие сборная России. В Играх участвовали 390 российских спортсменов (232 мужчины и 158 женщин). Знаменосцем на церемонии открытия был двукратный олимпийский чемпион по греко-римской борьбе Александр Карелин.
В плавании Александр Попов выиграл золото на дистанциях 50 и 100 м вольным стилем, а Денис Панкратов — 100 и 200 м баттерфляем. Фехтовальщики выиграли 4 золота — два завоевал Станислав Поздняков, ставший чемпионом в личном и командном турнире саблистов. Александр Бекетов выиграл в личном турнире шпажистов, ещё одно золото принесли в мужском командном турнире рапиристы. Двукратными олимпийскими чемпионами стали рапиристы Ильгар Мамедов и саблист Григорий Кириенко, Поздняков — трёхкратным. 4 золота принесли борцы: Александр Карелин, Бувайсар Сайтиев, Вадим Богиев и Хаджимурад Магомедов. По три золота выиграли стрелки и гимнасты: Алексей Немов стал двукратным олимпийским чемпионом по спортивной гимнастике, выиграв в составе команды и опорном прыжке. Двукратным олимпийским чемпионом стал также Алексей Воропаев, а Сергей Харьков — трёхкратным. Легкоатлетка Светлана Мастеркова, выиграв забеги на 800 и 1500 м, стала двукратной олимпийской чемпионкой. Всего было завоёвано 63 медали в 15 видах спорта, золото в 10: боксе, велоспорте, прыжках в воду, лёгкой и тяжёлой атлетике, стрельбе, фехтовании, плавании, борьбе, спортивной гимнастике, парусном спорте, академической гребле, гребле на байдарках и каноэ, современном пятиборье и художественной гимнастике.
Официальный спонсор олимпийской сборной команды России — «Фундамент Банк».

## Медалисты
| Медаль  | Спортсмен | Вид спорта                  | Дисциплина                                  | Дата      |
| ------- | --- | --------------------------- | ------------------------------------------- | --------- |
| Золото  | Александр Бекетов | Фехтование                  | Шпага, личное первенство                    | 20 июля   |
| Золото  | Ольга Клочнева | Стрельба                    | Женщины, пневматический пистолет, 10 метров | 21 июля   |
| Золото  | Станислав Поздняков | Фехтование                  | Сабля, личное первенство                    | 21 июля   |
| Золото  | Александр Попов | Плавание                    | Мужчины, 100 метров вольным стилем          | 21 июля   |
| Золото  | Артём Хаджибеков | Стрельба                    | Женщины, пневматическая винтовка, 10 метров | 22 июля   |
| Золото  | Сергей Харьков Николай Крюков Алексей Немов Евгений Подгорный Дмитрий Труш Дмитрий Василенко Алексей Воропаев                                                            | Спортивная гимнастика       | Мужчины, командное первенство               | 22 июля   |
| Золото  | Александр Карелин | Греко-римская борьба        | до 130 кг                                   | 22 июля   |
| Золото  | Денис Панкратов | Плавание                    | Мужчины, 200 метров баттерфляем             | 22 июля   |
| Золото  | Борис Кокорев | Стрельба                    | Пистолет, 50 метров                         | 23 июля   |
| Золото  | Григорий Кириенко, Станислав Поздняков, Сергей Шариков | Фехтование                  | Сабля, командное первенство                 | 24 июля   |
| Золото  | Александр Попов | Плавание                    | Мужчины, 50 м вольным стилем                | 24 июля   |
| Золото  | Денис Панкратов | Плавание                    | Мужчины, 100 м баттерфляем                  | 24 июля   |
| Золото  | Ильгар Мамедов, Владислав Павлович, Дмитрий Шевченко | Фехтование                  | Мужчины, рапира, командное первенство       | 25 июля   |
| Золото  | Алексей Петров | Тяжёлая атлетика            | до 91 кг                                    | 27 июля   |
| Золото  | Алексей Немов | Спортивная гимнастика       | Мужчины, опорный прыжок                     | 29 июля   |
| Золото  | Светлана Хоркина | Спортивная гимнастика       | Женщины, разновысокие брусья                | 29 июля   |
| Золото  | Елена Николаева | Лёгкая атлетика             | Женщины, ходьба на 10 километров            | 29 июля   |
| Золото  | Светлана Мастеркова | Лёгкая атлетика             | Женщины, бег на 800 метров                  | 29 июля   |
| Золото  | Андрей Чемеркин | Тяжёлая атлетика            | свыше 108 кг                                | 30 июля   |
| Золото  | Вадим Богиев | Вольная борьба              | до 68 кг                                    | 30 июля   |
| Золото  | Хаджимурад Магомедов | Вольная борьба              | до 82 кг                                    | 31 июля   |
| Золото  | Бувайсар Сайтиев | Вольная борьба              | до 74 кг                                    | 1 августа |
| Золото  | Дмитрий Саутин | Прыжки в воду               | Мужчины, вышка, 10 метров                   | 2 августа |
| Золото  | Зульфия Забирова | Велоспорт                   | Индивидуальная гонка                        | 3 августа |
| Золото  | Олег Саитов | Бокс                        | до 67 кг                                    | 3 августа |
| Золото  | Светлана Мастеркова | Лёгкая атлетика             | Женщины, бег на 1500 метров                 | 3 августа |
| Серебро | Марина Логвиненко | Стрельба                    | Женщины, пневматический пистолет, 10 м      | 21 июля   |
| Серебро | Сергей Шариков | Фехтование                  | Мужчины, сабля, личное первенство           | 21 июля   |
| Серебро | Елена Долгополова Розалия Галиева Елена Грошева Светлана Хоркина Дина Кочеткова Евгения Кузнецова Оксана Ляпина                                                          | Спортивная гимнастика       | Женщины, командное первенство               | 23 июля   |
| Серебро | Александр Бекетов Валерий Захаревич Павел Колобков | Фехтование                  | Мужчины, Шпага, командное первенство        | 23 июля   |
| Серебро | Денис Пиманков Александр Попов Владимир Предкин Владимир Пышненко Константин Ушков Роман Егоров                                                                          | Плавание                    | Мужчины, эстафета 4 × 100 м вольным стилем  | 23 июля   |
| Серебро | Ирина Герасимёнок | Стрельба                    | Женщины, винтовка с трёх позиций, 50 м      | 24 июля   |
| Серебро | Алексей Немов | Спортивная гимнастика       | Мужчины, абсолютное первенство              | 25 июля   |
| Серебро | Роман Ивановский Владислав Куликов Станислав Лопухов Денис Панкратов Александр Попов Владимир Сельков Роман Егоров                                                       | Плавание                    | Мужчины, комбинированная эстафета 4×100 м   | 26 июля   |
| Серебро | Илья Марков | Лёгкая атлетика             | Мужчины, ходьба на 20 километров            | 26 июля   |
| Серебро | Эдуард Грицун Антон Шантырь Алексей Марков Николай Кузнецов | Велоспорт                   | Мужчины, командная гонка преследования      | 27 июля   |
| Серебро | Валентина Егорова | Лёгкая атлетика             | Женщины, марафон                            | 28 июля   |
| Серебро | Сергей Сырцов | Тяжёлая атлетика            | до 108 кг                                   | 29 июля   |
| Серебро | Наталья Садова | Лёгкая атлетика             | Женщины, метание диска                      | 29 июля   |
| Серебро | Эдуард Зеновка | Современное пятиборье       | Личное первенство                           | 30 июля   |
| Серебро | Инна Ласовская | Лёгкая атлетика             | Женщины, тройной прыжок                     | 31 июля   |
| Серебро | Ирина Лашко | Прыжки в воду               | Трамплин, 3 м                               | 31 июля   |
| Серебро | Махарбек Хадарцев | Вольная борьба              | до 90 кг                                    | 1 августа |
| Серебро | Михаил Щенников | Лёгкая атлетика             | Мужчины, ходьба на 50 километров            | 2 августа |
| Серебро | Игорь Транденков | Лёгкая атлетика             | Мужчины, прыжки с шестом                    | 2 августа |
| Серебро | Дмитрий Шабанов Георгий Шайдуко Игорь Скалин | Парусный спорт              | Солинг                                      | 2 августа |
| Серебро | Яна Батыршина | Художественная гимнастика   | Личное многоборье                           | 4 августа |
| Бронза  | Зафар Гулиев | Греко-римская борьба        | до 48 кг                                    | 20 июля   |
| Бронза  | Александр Третьяков | Борьба                      | до 68 кг                                    | 20 июля   |
| Бронза  | Карина Азнавурян Юлия Гараева Мария Мазина | Фехтование                  | Женщины, шпага, командное первенство        | 24 июля   |
| Бронза  | Андрей Корнеев | Плавание                    | Мужчины, 200 метров брассом                 | 24 июля   |
| Бронза  | Владислав Куликов | Плавание                    | Мужчины, 100 метров баттерфляем             | 24 июля   |
| Бронза  | Марина Логвиненко | Стрельба                    | Женщины, пистолет, 25 метров                | 26 июля   |
| Бронза  | Николай Аксёнов Антон Чермашенцев Андрей Глухов Александр Лукьянов Сергей Матвеев Павел Мельников Роман Монченко Дмитрий Розинкевич Владимир Соколов Владимир Володенков | Академическая гребля        | Мужчины, восьмёрки                          | 28 июля   |
| Бронза  | Алексей Немов | Спортивная гимнастика       | Мужчины, вольные упражнения                 | 28 июля   |
| Бронза  | Алексей Немов | Спортивная гимнастика       | Мужчины, конь                               | 28 июля   |
| Бронза  | Алексей Немов | Спортивная гимнастика       | Мужчины, параллельные брусья                | 29 июля   |
| Бронза  | Ирина Худорошкина | Лёгкая атлетика             | Женщины, толкание ядра                      | 31 июля   |
| Бронза  | Евгения Бочкарёва Ирина Дзюба Юлия Иванова Елена Кривошей Ольга Штыренко Ангелина Юшкова                                                                                 | Художественная гимнастика   | Групповое многоборье                        | 2 августа |
| Бронза  | Олег Горобий Анатолий Тищенко Георгий Цибульников Сергей Верлин | Гребля на байдарках и каноэ | Мужчины, байдарки-четвёрки, 1000 м          | 3 августа |
| Бронза  | Раимкуль Малахбеков | Бокс                        | до 54 кг                                    | 3 августа |
| Бронза  | Алексей Лезин | Бокс                        | свыше 91 кг                                 | 4 августа |
| Бронза  | Альберт Пакеев | Бокс                        | до 51 кг                                    | 4 августа |

## Медали по видам спорта
| Спорт                       | Золото | Серебро | Бронза | Всего |
| --------------------------- | ------ | ------- | ------ | ----- |
| Плавание                    | 4      | 2       | 2      | 8     |
| Фехтование                  | 4      | 2       | 1      | 7     |
| Борьба                      | 4      | 1       | 2      | 7     |
| Лёгкая атлетика             | 3      | 6       | 1      | 10    |
| Спортивная гимнастика       | 3      | 2       | 3      | 8     |
| Стрельба                    | 3      | 2       | 1      | 6     |
| Тяжёлая атлетика            | 2      | 1       | 0      | 3     |
| Велоспорт                   | 1      | 1       | 0      | 2     |
| Прыжки в воду               | 1      | 1       | 0      | 2     |
| Бокс                        | 1      | 0       | 3      | 4     |
| Художественная гимнастика   | 0      | 1       | 1      | 2     |
| Парусный спорт              | 0      | 1       | 0      | 1     |
| Современное пятиборье       | 0      | 1       | 0      | 1     |
| Академическая гребля        | 0      | 0       | 1      | 1     |
| Гребля на байдарках и каноэ | 0      | 0       | 1      | 1     |

## Медали по полу
| Пол     | 1  | 2  | 3  | Всего |
| Мужчины | 20 | 13 | 12 | 45    |
| Женщины | 6  | 8  | 4  | 18    |
| Всего   | 26 | 21 | 16 | 63    |

## Медали по дням
| Медали по дням | Медали по дням | Медали по дням | Медали по дням | Медали по дням | Медали по дням | Медали по дням |
| -------------- | -------------- | -------------- | -------------- | -------------- | -------------- | -------------- |
| День           | Дата           | 1              | 2              | 3              | Итого          |                |
| День 0         | 19 июля        | —              | —              | —              | —              |                |
| День 1         | 20 июля        | 1              | 0              | 2              | 3              |                |
| День 2         | 21 июля        | 3              | 2              | 0              | 5              |                |
| День 3         | 22 июля        | 4              | 0              | 0              | 4              |                |
| День 4         | 23 июля        | 1              | 3              | 0              | 4              |                |
| День 5         | 24 июля        | 3              | 1              | 3              | 7              |                |
| День 6         | 25 июля        | 1              | 1              | 0              | 2              |                |
| День 7         | 26 июля        | 0              | 2              | 1              | 3              |                |
| День 8         | 27 июля        | 1              | 1              | 0              | 2              |                |
| День 9         | 28 июля        | 0              | 1              | 3              | 4              |                |
| День 10        | 29 июля        | 4              | 2              | 1              | 7              |                |
| День 11        | 30 июля        | 2              | 1              | 0              | 3              |                |
| День 12        | 31 июля        | 1              | 2              | 1              | 4              |                |
| День 13        | 1 августа      | 1              | 1              | 0              | 2              |                |
| День 14        | 2 августа      | 1              | 3              | 1              | 5              |                |
| День 15        | 3 августа      | 3              | 0              | 2              | 5              |                |
| День 16        | 4 августа      | 0              | 1              | 2              | 3              |                |
| Всего          | Всего          | 26             | 21             | 16             | 63             |                |

## Многократные призёры
| Имя                 | Вид спорта            |   |   |   | Итого |
| ------------------- | --------------------- | - | - | - | ----- |
| Александр Попов     | Плавание              | 2 | 2 | 0 | 4     |
| Алексей Немов       | Спортивная гимнастика | 2 | 1 | 3 | 6     |
| Денис Панкратов     | Плавание              | 2 | 1 | 0 | 3     |
| Станислав Поздняков | Фехтование            | 2 | 0 | 0 | 2     |
| Светлана Мастеркова | Лёгкая атлетика       | 2 | 0 | 0 | 2     |
| Светлана Хоркина    | Спортивная гимнастика | 1 | 1 | 0 | 2     |
| Александр Бекетов   | Фехтование            | 1 | 1 | 0 | 2     |
| Сергей Шариков      | Фехтование            | 1 | 1 | 0 | 2     |
| Роман Егоров        | Плавание              | 0 | 2 | 0 | 2     |
| Владислав Куликов   | Плавание              | 0 | 1 | 1 | 2     |
| Марина Логвиненко   | Стрельба              | 0 | 1 | 1 | 2     |

## Результаты соревнований

### Академическая гребля
В следующий раунд из каждого заезда проходили несколько лучших экипажей (в зависимости от дисциплины). В финал A выходили 6 сильнейших экипажей, остальные разыгрывали места в утешительных финалах B-D.
Мужчины
| Соревнование | Спортсмены | Предварительный заезд | Предварительный заезд | Предварительный заезд | Отборочный заезд | Отборочный заезд | Отборочный заезд | Полуфинал     | Полуфинал     | Полуфинал     | Финал   | Финал   | Итоговое место |
| Соревнование | Спортсмены | Заезд                 | Время                 | Место                 | Заезд            | Время            | Место            | Заезд         | Время         | Место         | Время   | Место   | Итоговое место |
| ------------ | ---------- | --------------------- | --------------------- | --------------------- | ---------------- | ---------------- | ---------------- | ------------- | ------------- | ------------- | ------- | ------- | -------------- |
| Антон Сема   | одиночки   | 1                     | 7:49,44               | 5                     | 2                | 8:46,71          | 4                | Полуфинал C/D | Полуфинал C/D | Полуфинал C/D | Финал C | Финал C | 16             |
| Антон Сема   | одиночки   | 1                     | 7:49,44               | 5                     | 2                | 8:46,71          | 4                | 2             | 7:28,44       | 3 QC          | 7:44,93 | 4       | 16             |

### Водные виды спорта

#### Прыжки в воду
По итогам предварительных 6 прыжков в полуфинал проходило 18 спортсменов. Далее прыгуны выполняли по 5 прыжков из обязательной программы, результаты которых суммировались с результатами предварительных прыжков. По общей сумме баллов определялись финалисты соревнований. Финальный раунд, состоящий из 6 прыжков, спортсмены начинали с результатом, полученным в полуфинале.
Мужчины
| Соревнование     | Спортсмены        | Предварительный раунд | Предварительный раунд | Полуфинал | Полуфинал | Сумма     | Сумма | Финал     | Финал | Итог      | Итог  |
| Соревнование     | Спортсмены        | Результат             | Место                 | Результат | Место     | Результат | Место | Результат | Место | Результат | Место |
| ---------------- | ----------------- | --------------------- | --------------------- | --------- | --------- | --------- | ----- | --------- | ----- | --------- | ----- |
| Дмитрий Саутин   | трамплин, 3 метра | 391,74                | 6 Q                   | 229,74    | 2         | 621,48    | 5 Q   | 414,93    | 6     | 644,67    | 5     |
| Валерий Стаценко | трамплин, 3 метра | 357,18                | 15 Q                  | 217,53    | 9         | 574,71    | 11 Q  | 380,16    | 11    | 597,69    | 9     |

Женщины
| Спортсмены          | Соревнование      | Предварительный раунд | Предварительный раунд | Полуфинал             | Полуфинал             | Сумма                 | Сумма                 | Финал                 | Финал                 | Итог                  | Итог                  |
| Спортсмены          | Соревнование      | Результат             | Место                 | Результат             | Место                 | Результат             | Место                 | Результат             | Место                 | Результат             | Место                 |
| ------------------- | ----------------- | --------------------- | --------------------- | --------------------- | --------------------- | --------------------- | --------------------- | --------------------- | --------------------- | --------------------- | --------------------- |
| Ирина Лашко         | трамплин, 3 метра | 271,92                | 8 Q                   | 234,51                | 1                     | 506,43                | 3 Q                   | 277,68                | 6                     | 512,19                | 2                     |
| Вера Ильина         | трамплин, 3 метра | 308,88                | 1 Q                   | 230,19                | 2                     | 539,07                | 1 Q                   | 263,37                | 10                    | 493,56                | 7                     |
| Светлана Тимошинина | вышка, 10 метров  | 242,76                | 20                    | Завершила выступление | Завершила выступление | Завершила выступление | Завершила выступление | Завершила выступление | Завершила выступление | Завершила выступление | Завершила выступление |